# 新宗教
新宗教（、英: new religious movement）または新興宗教（）とは、伝統宗教と比べて比較的成立時期が新しい宗教のこと。国ごとに言葉の意味や捉え方が異なる。

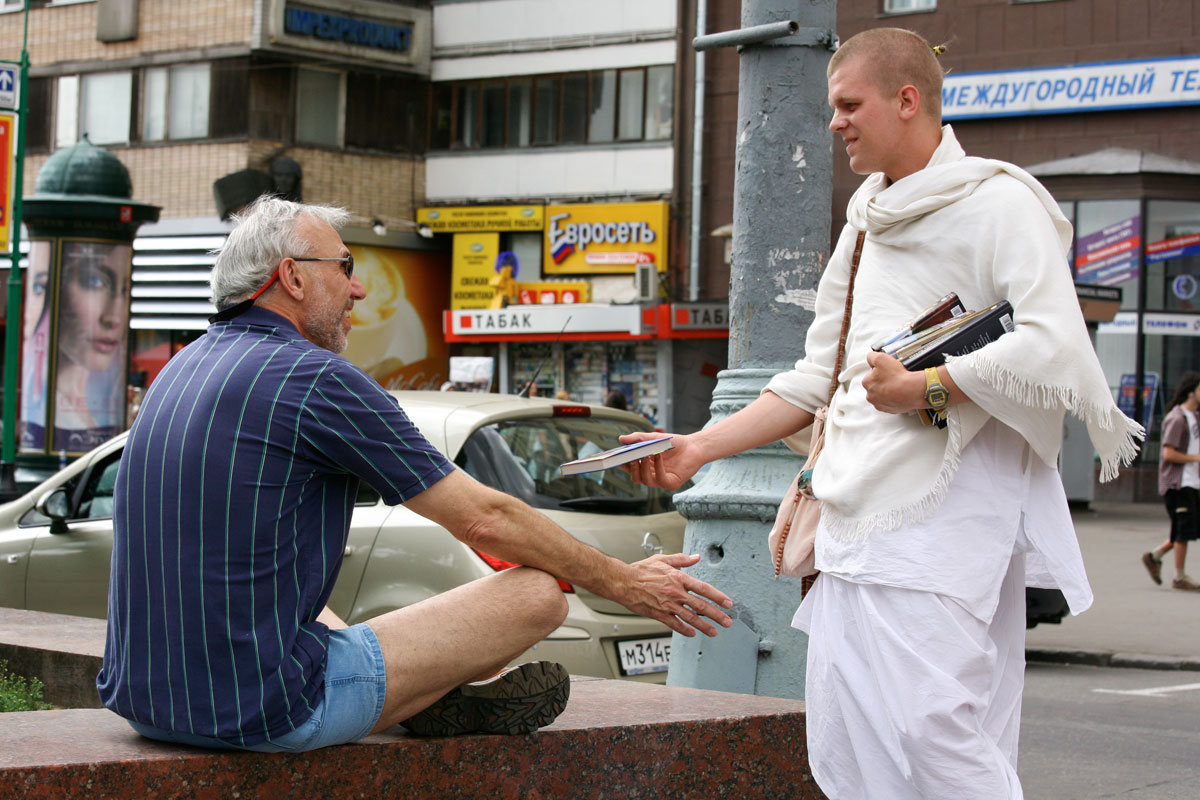
ロシア・モスクワの男性に説教するヒンドゥー教系のハレー・クリシュナ運動の信者。

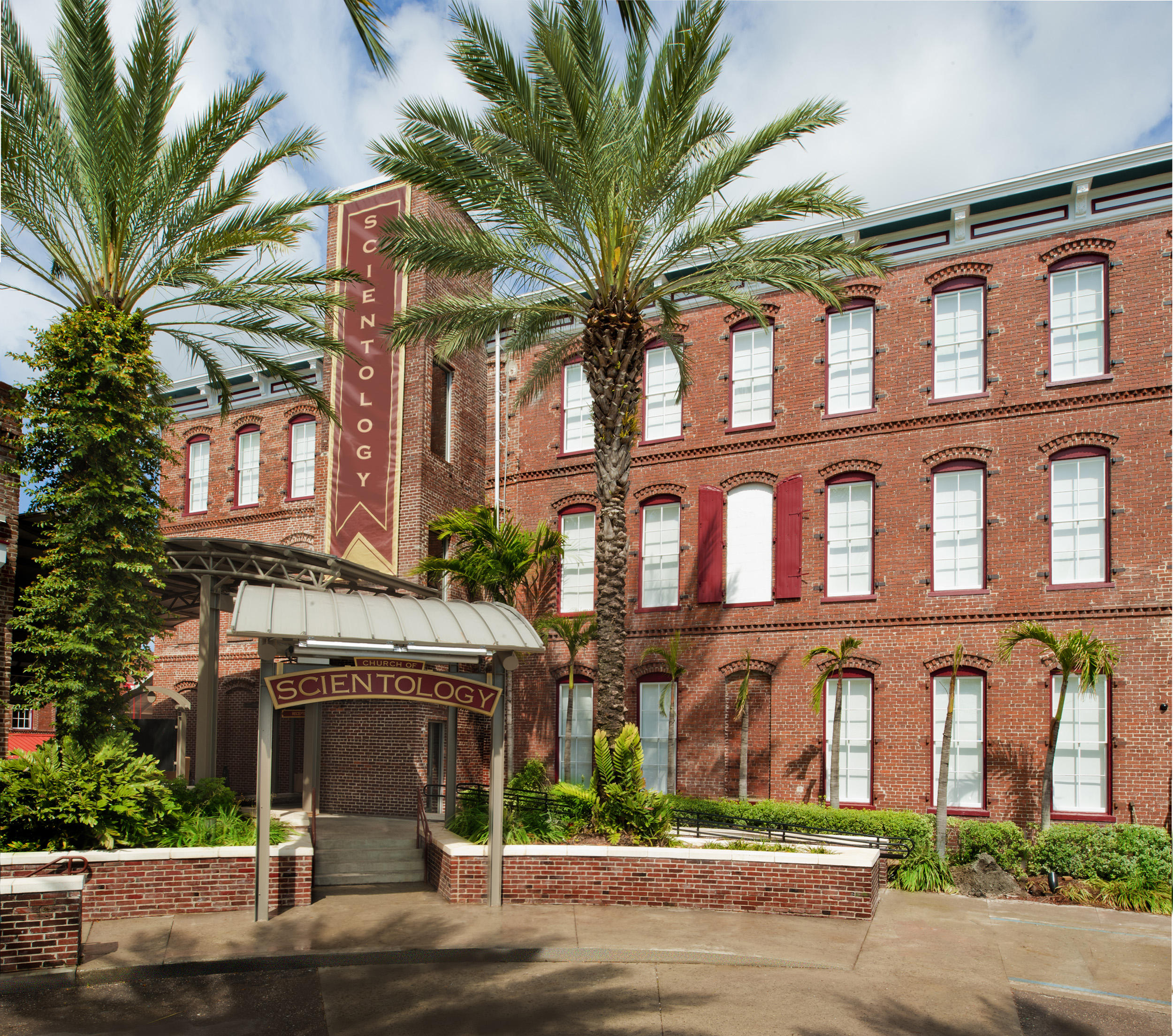
アメリカフロリダ州タンパにあるサイエントロジー教会の神殿。

日本では、幕末・明治維新による近代化以後から近年（明治以降）にかけて創始された比較的新しい宗教のことを言うが、江戸時代に起源を持つところもあり、それなりの歴史と伝統を確立している団体も多い。
実に多種多様な団体を包括した用語であり、伝統宗教と比べて比較的新しいというだけで、すべての団体にあてはまる概念、背景等の共通点は、成立時期のほかには存在しない。
2000年代以後の現在、日本において一定規模で持続的に宗教活動を展開している新宗教の教団は、350 - 400教団ほどと考えられ、新宗教の信者は、日本人のおよそ1割を占めると推定される。
戦前日本の宗教団体法下では、公認された宗教は、神道、仏教、キリスト教の三教のみであり、非公認の宗教団体は、公認宗教と区別され行政上「類似宗教」と呼ばれた。そのほか、疑似（擬似）宗教とも呼ばれた。

## 概説
カルト（英: cult）に代わる中立的な用語として使用されるようになった「new religious movement」を、日本では新宗教と呼ぶ。アメリカ合衆国では、「19世紀（1801年 - 1900年）に基礎を確立した宗教」を指す場合が多く、ヨーロッパでは「1960年代以降に発展した宗教」を新宗教とよんでいる。ただし、歴史的、宗教的背景の相違から、意味内容や対象とする年代に若干のずれがある。
日本の宗教学では、近現代（近代・現代）に誕生した宗教を指す価値中立的な用語として新宗教を用いている。正確な範囲は論者によって異なるが（特に幕末に成立した黒住教・天理教・金光教）、日本では19世紀中頃の幕末・明治維新期以降に成立した宗教のうち、既成の宗教組織を継承していないもの、また新たな教義を掲げて伝統宗教から自立したものを新宗教と呼ぶ。
学問上の便宜的な用語であり、日蓮正宗の在家信者団体というルーツから新宗教であることを否定する創価学会、天台宗との伝統を強調し新宗教ではないとする孝道教団、新宗教ではなく一切の宗教と科学を包容した超宗教であると主張する生長の家のように、教団自体が自らを新宗教とは位置付けてはいないことも多い。
宗教学者が用いる新宗教という言葉には、とりわけ「近代化」という時代背景が考慮されている。都市化、産業化、家族形態の変化、マスメディアの登場、交通の発達、学校教育の普及といった近代化によって、初めて可能となった教団の組織形態、布教形態を有する点が特徴的とされ、新宗教は近代以前に生まれた各時代における「新しい宗教」とは、それらの点で異なると見られている。

### 歴史

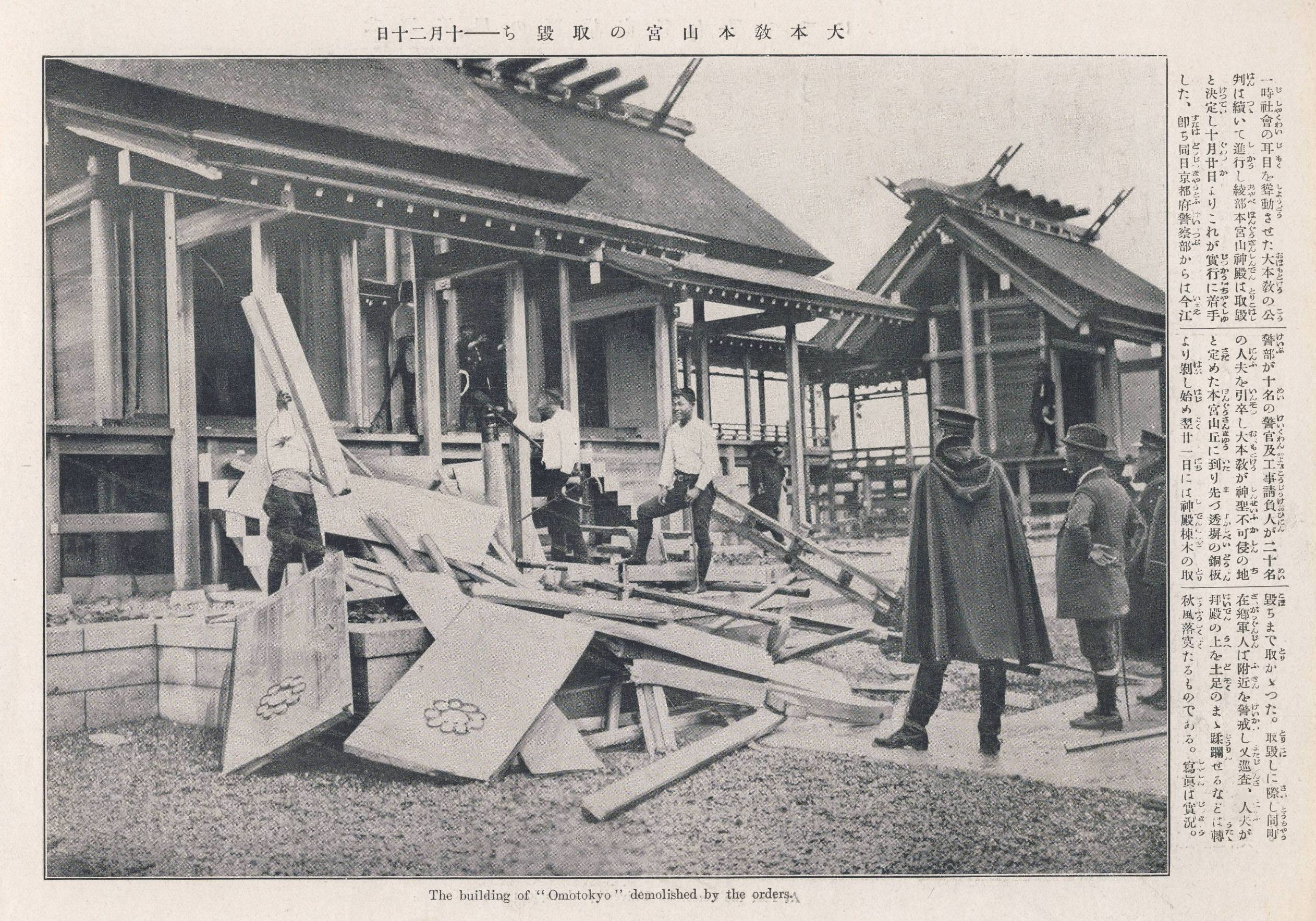
日本では内務省が大本弾圧を行った。1921年（大正10年）に起こった第一次大本事件を伝える新聞。1921年10月20日（綾部）『寫眞通信』大正十年十月號、大正通信社

第二次世界大戦以前の日本においては、仏教宗派、キリスト教、教派神道が「公認宗教団体」とされ、文部省宗務局（現在の文部科学省、文化庁文化部宗務課に相当）の管轄であったのに対し、新宗教は「類似宗教」として、内務省警保局（現在の警察庁に相当）の管轄であった。
新宗教は、いわゆる国家神道体制下で「新興類似宗教団体」、「疑似宗教」等と呼ばれて淫祠邪教視され、警察の取り締まりの対象とされていた。新宗教への弾圧を繰り返した政府は、その都度、ラジオ・新聞・出版などマスメディアを使って大々的な邪教キャンペーンを展開して弾圧を正当化した。これらの宣伝が、国民の新宗教への邪教視、低俗視を抜きがたいものにしている。
日中戦争の最中にあった1940年（昭和15年）4月、当時の米内内閣（海軍大将）下で「宗教団体法」が成立・施行されると、新宗教は宗教結社として初めて宗教行政の対象となった。一方で、戦時体制により政府による宗教統制はさらに厳しいものとなり、戦争推進協力に積極的であった生長の家、霊友会等の一部の新宗教を除いた大半の新宗教は、ほとんど活動の余地を奪われて、逼塞状態となった。新宗教が初めて活動の自由を獲得したの戦後（第二次世界大戦敗戦後）である。
明治 - 大正時代は、新宗教の勢力は小規模なものであった。現在の新宗教の大教団では、昭和初期以後、1930年（昭和5年）に創価学会（発足当時の名称：創価教育学会）と霊友会、1938年（昭和13年）に立正佼成会が創立され、戦後から1970年（昭和45年）頃までに急成長を遂げた。
戦前においては、新宗教や新興宗教という言葉は使われることがなかったわけではないが、一部にとどまり一般化はしなかった。そうした新しい宗教に対して用いられていたのが、邪教というイメージを伴う「類似宗教」と呼ばれていた。戦後の1950年代から60年代にかけて、新しい宗教団体の活動が活発化、爆発的な拡大を始め、「新興宗教」という言葉が一般に広く使われるようになった。1970年代半ば以降、新興宗教という表現には蔑視するニュアンスがあるとして、新宗教という表現が研究者やジャーナリストの間で一般化した。

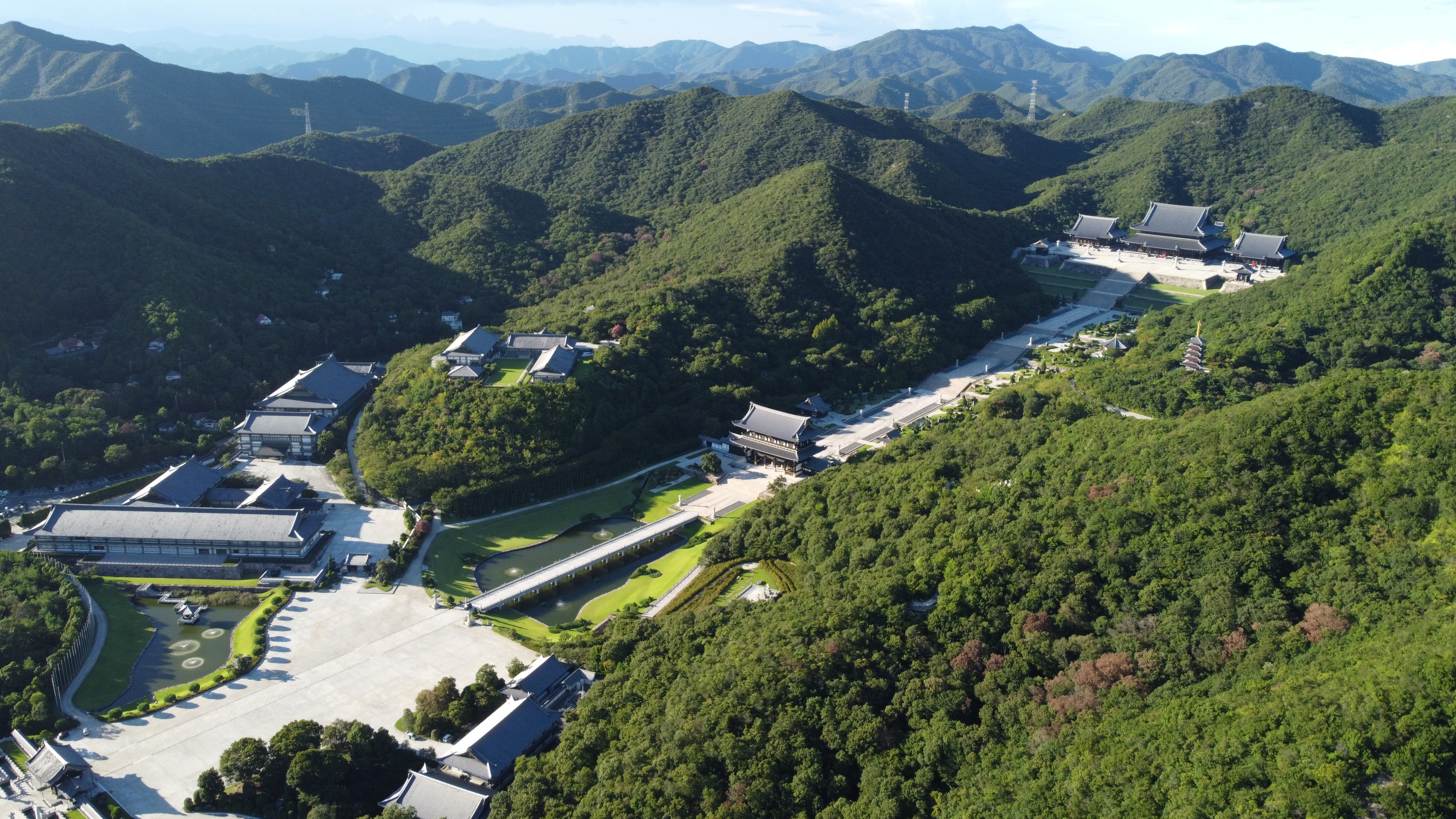
2008年に兵庫県加東市の山中に巨大な伽藍を築いた新宗教教団。仏教系浄土門の単立宗教法人念佛宗三寶山無量壽寺（施工:大林組）。

特に、1970年代以降に台頭してきた宗教を新新宗教（新々宗教）と呼ぶ学者もいる。これは宗教社会学者の西山茂、宗教ジャーナリストの室生忠などが提唱した概念で、既存の教勢が停滞する一方で、幸福の科学、世界平和統一家庭連合（旧・世界基督教統一神霊協会）、オウム真理教などが急速に拡大した現象に注目したものである。しかし新新宗教については、研究者によって多種多様な提唱があり、具体的にどの団体を指すのかも、何をもって新しいとするかの具体的基準も、明確に定まってはいない。どこまでを新新宗教に含めるか、他の新宗教と区別する意義は何か、といった議論があり、広辞苑や大辞泉にも独立単語として掲載されていない。
世界的に経済成長が止まると宗教活動が低下することが多く、日本では平成時代を経て多くの教団が大幅に信者数を減らしたとされる。

## 形態

### 発生
ひとつの典型的な形態としては、ある人物の天啓や神がかりにより運動が創始され、既存の伝統的な宗教から影響を受けつつ、新たな宗教としての体裁をなし、組織的教団となっていく例があげられる。または、宗教的修行者のもとに病気治療や人生相談を要求する人々が集結し、組織が拡大して教祖的な位置に至る場合もある。通常は、霊能祈祷師的人物の周りに定期的にお祓いなどを求める信者が集まっているだけでは、新宗教とは呼ばれない。この集団が教義を次第に整え、多くの人に布教を始め、近代的組織ができてくると、新宗教とみなされるようになる。
新宗教の教祖の経歴は非常に多様であり、宗教家をもつ家庭環境に誕生し育った者よりも、様々な社会階層、職業の者が宗教的回心によって教祖になる例が圧倒的に多い。信者たちにとって教祖は、尊敬されつつも、一般に考えられているよりは比較的身近で親しみの持てる存在として受け止められている。その一つとして、伝統宗教がその創始において教祖が家族を俗として否定したのに対し、多くの新宗教では教祖は家族を否定せず、家族関係を保持したまま家ぐるみで聖化されるストーリーを提示している。他方で、既成宗教の再生運動とみられるもの、あるいは道徳・倫理・修養団体とさほど違いのないような運動・教団も数多く存在する。

### 活動
新宗教は伝統宗教と比較すると、難しい教学をさほど重視せず、実生活に即した分かりやすい説明を大事としていることが多い。伝統的な神仏等を崇拝対象としつつも、事実上は教祖や指導者が崇拝（個人崇拝）されており、伝統宗教の教えを踏まえた上で、教祖や指導者による独自の教えが付け加えられている。
また、布教方法は伝統宗教と大きく異なり、伝統宗教では基本的に地縁・血縁による単純再生産がなされるのに対し、新宗教では積極的に布教を実施しない姿勢の教団も少数あるが、布教師だけでなく一般信者も布教に尽力する教団が多く、新たな信者獲得に努める姿勢が見られる（折伏大行進など）。伝統宗教が年中行事や人生儀礼に関わる比重が高いのに対し、新宗教では日常生活で遭遇する現実的な問題解決に熱心である。人生の様々な悩みについて、信者たちは教団の指導を仰いだり、信者同士で話し合いの機会を持つ。伝統宗教に比べ、専従者と非専従者の境界がそれほど重要とされないのも特徴である。宗教が平和運動や福祉、ボランティア活動と関わる際にも、新宗教は重要な役割を果たしてきた。
かつて伝統宗教も分裂を繰り返してきたように、新宗教もカリスマ性を喪失するなどして分派することも多い（霊友会系教団、真光系諸教団など）。

### 入信理由
平成期 - 2000年代以後現在の新宗教の信者の大半は、二世信者以降となっており、誕生して幼い頃から家庭環境やコミュニティの影響等によりその宗教に接しているため、特別な入信動機は存在しないことが多い。初代の信者の入信動機で最も広くみられるのは、「病気による苦境」である。かつての新宗教の入信動機は、貧困といった経済的事由、病気をはじめとした健康問題、人間関係のトラブル(いわゆる「貧・病・争」)といった精神的苦痛が、多数を占めており、剥奪的動機により説明されることが多かった。しかし、戦後の高度経済成長期の終盤を迎えるころから、入信動機に精神的な満足や充足を求める割合が増えている。こうした変化はあるものの、新宗教においては現世的なものが重要な役割を果たしている。新宗教では、苦難に遭遇した理由や原因を説明することも多く、こうした悩みに対し、既存の伝統宗教にも共通する神仏への信仰のみならず、特別な力を持つとされる教祖への個人崇拝的信仰、勤行読経・唱題、手かざし、先祖供養等の方法により、悩みを直接的に解決できると打ち出すことも多いが、多くの場合、もっとも重要とされるのは本人の「心なおし」である。過去の心の在り方を反省し、心の持ち方を改め、他者に常に善意と感謝を持って対することが最も重要とされている点は、多数の新宗教教団に共通している。新宗教の教えとは「心なおし」の教えといってよいほど、多数の教団の教えの核心部分にこの「心なおし」が関わっている。

### 伝統宗教との関わり
日本最大の新宗教教団である日蓮・鎌倉仏教系創価学会が戸田城聖同会第二代会長時代に（当時は既存仏教宗派の一つである日蓮正宗の信徒団体）、「謗法払い」と称して他の宗教・宗派の崇拝対象を撤去させたので、新宗教の信者は伝統宗教に対して攻撃的であるというイメージが形成されたが、大半の新宗教では、伝統宗教への関わりは肯定的である。
戦前から戦後しばらくまで伝統宗教側では、新宗教は人々を惑わす低級な宗教だという評価が一般的であった。他方で、新宗教の急激な信者増加に注目し、その現象を見極めようとする動きも生まれた。その後、新宗連が結成され、新宗教の側から宗教協力が推進されたことで、伝統宗教との摩擦を小さくする努力が行われた。新宗教の信者たちは、日常生活の悩みについては自分の入会している教団を訪れるが、葬儀や法事等は伝統的な仏教宗派に依頼し、新宗教と伝統宗教との間には、暗黙裡に一種の役割分担、棲み分けが行われている例がよく観察される。一方で、伝統宗教である日蓮正宗と、創価学会、冨士大石寺顕正会、正信会のように激しい対立に至る事例もある。

## 言及

### 宗教学者
島薗進は、1970年代以降発展した新宗教を「新新宗教」と呼ぶ立場を取り、新新宗教を「隔離型」「個人参加型」「中間型」の3つに分類している。そのうち「隔離型」の団体は、世俗の職業生活や家庭生活を放棄して強固な共同体を形成しようとするために、トラブルを起こしがちであり、反社会的な「カルト」教団と批判される団体の多くは隔離型であるとしている。「隔離型教団」の代表的な例として、オウム真理教、旧統一教会（名称変更以後：世界平和統一家庭連合）、エホバの証人を挙げている。「個人参加型」は、「隔離型」と対極の特徴を示し、共同体としての人間的結合は散漫である。「中間型」は、「隔離型」と「個人参加型」の両極端の間に位置する。1970年代以前に発展した新宗教は、パーフェクト リバティー教団や生長の家などが個人参加型、創価学会やほんみちなどが隔離型に近い特徴があるものの、ほとんどの教団が中間型に属するとしている。「個人参加型」「隔離型」の教団が登場した要因として、情報化が進んで社会構造が複雑化・多様化し、人と人との絆が弱まり、それを反映して個人主義的な考え方が広まってきたこと、一方で、そうした一般社会の趨勢に対抗し、緊密な共同体の形成を目指すとき、隔離型の教団が形成されるとしている。
石井研士は、日本では「宗教団体が、いい意味でも悪い意味でも社会問題化するときには、あまりに実態を無視した、性急で、理念的な分析や意見が飛び交っているように思えてならない。」と述べている。
島田裕巳は、ある新宗教が社会からカルトして糾弾されるのは、その教団が、世直しの思想や終末論を強調したときであるという。過度な世直し思想や終末論により危機感を煽ることで、過激な布教や多額の献金を集めている場合は、反社会的な行動に出る可能性が高まるとしている。
井上順孝は、新宗教教団の公称信者数は平均すると、実際の4～5倍程度と推測している。

### 社会学者
社会学の新宗教運動研究では、現代社会において代替宗教グループへの改宗や所属がどのように機能するか、多岐に渡って研究されてきた。新宗教の研究は当初から、1960年代・1970年代の文化的混乱を分析して洞察を提供した。当時、既存の宗教に不満を抱いた多くの若者が、替わりとなるスピリチュアルな（霊的な）道を求めるようになっていた。社会学の分野では、新宗教の探求者の台頭は、偽善的で物質主義的な社会における、生きる意味と道徳的構造の探求として説明され、研究の大部分は、特に非西洋の宗教グループ（たとえば、ディバイン・ライト・ミッションやハレー・クリシュナ運動）の重要性を強調したが、キリスト教に基づく運動も多く研究された。
学者たちは、これらの運動は神や聖なるものとの、より親密で近い関係を約束するだけでなく、友情、社会的受容、愛など、重要な社会的ニーズを満たすと指摘した。 1960年代・1970年代の宗教運動は、スピリチュアルな関係の新しい形として、疎外感が強まる世界に親密さとコミュニティを提供し、これらの運動の多くは家族の代替として機能し、感情的およびスピリチュアルな（霊的な）愛着が奨励され、発達した。
社会学研究は、現代社会における新宗教運動の意味と価値を強調する傾向があったが、社会心理学の分野では、これに反対する研究も現れた。こうした研究では、不安定で機能不全な人間として表現されることが多い新宗教の信者の性格特性を強調する改宗理論を構築し、より洗練された研究には、思想改造理論と精神分析理論を改宗に応用したものもあった。新宗教運動はこうした理論的枠組みの中で、厳格で妥協のない善悪の定義に基づき過激なイデオロギーや過激な行動を育む全体主義的な環境とみなされていた。

### 左派イデオロギー
フェミニスト社会学研究者は、新宗教のコミュニティの発展におけるジェンダーの役割とジェンダー階層構造に焦点を当て、1978年にはエミリー・カルペッパーが新宗教運動への改宗における家父長制の側面について論じ、これらの新宗教のグループのほとんどは、男性優位の伝統的宗教組織に代わる選択肢になっていないことを示した。他のフェミニスト研究者もこれに続き、女性を肉体、男性を精神と結び付けるその神学における女性の地位の問題が検討され、これらの新宗教運動は、女性の行動やセクシュアリティを運動内で規制し、管理するという目的を持っていた。また性的搾取の問題があり、民族誌データにより、女性信者は男性信者と運動の指導者の性的ニーズを満たすことが期待されているだけでなく、自身の性的能力を利用して新メンバーを勧誘することも期待されていることが明らかになった。1980年代までに、新宗教運動を研究するフェミニスト研究者は、これらの運動は信者を暴力や虐待から保護できていないことを指摘し、新しい、より批判的な立場をとるようになり、この批判的アプローチが新宗教運動における虐待研究の基礎となった。この研究分野は、身体的暴力や性的暴力を含む幅広い行動を網羅している。研究の初期においては、信者の報告で、女性信者が従順と服従を求められたことが語られており、信者はグルの足元にひれ伏したり、身体的罰や公衆の面前での屈辱に耐えることによって信仰を示すこと等を強いられていた。宗教的「献身」に関するその他の報告では、児童虐待、身体的危害の脅迫、規則違反や不服従行為に対する孤立と追放が語られていた。
新宗教の暴力に関する研究の範囲と定義が拡大するにつれ、ジェンダーに基づく虐待のパターンが浮かび上がっていき、児童性的虐待、近親相姦、強姦、暴行、強制売春、「スピリチュアルな（霊的な）報酬」と引き換えの性行為の要求、宗教指導者による信者への性病の感染などが含まれる。すべての新宗教運動がこうした虐待を特徴とするわけではないが、ファミリー・インターナショナル、ラブ・ファミリー、オショー＝ラジニーシ運動、様々な仏教系コミュニティなど、多数のグループにこれらの暴力の形態が1つ以上みられた。データが明らかにしているように、新宗教運動におけるこうした虐待のパターンは、小規模な共同体にも大規模な共同体にも、東洋的なグループにも西洋的なグループにも、そして単一または複数の宗教的・社会的単位を持つ組織にも見られる。
虐待的な歴史を持つ新宗教グループには、次のような特徴が共通していると思われる。
- 強いカリスマ性のある男性リーダーの存在
- 男性のエリート信者集団が権力を持つ、構造化された指揮命令系統
- 女性の服従と男性の優位性という伝統的な概念を強化する一連の信念（教義）
- 厳格なジェンダー規範や行動を縛る規律と信仰実践
- すべてのケースではないが、多くの場合、家族をベースとした社会構造で、リーダーは父親的存在として位置づけられており、その権威は絶対的で、誰も異論を唱えることはできない[29]

こうした研究結果は、宗教社会学、特に新宗教運動の問題よりも美徳に注目する学者との間で論争を巻き起こした。新宗教運動に関する社会学文献のほとんどは、ジェンダーに基づく暴力や性的搾取という難しい問題を避け、宗教的関与の建設的かつ機能的な側面を強調してきた。ジャネット・ジェイコブスは、学術会議や文献のレビューでは、フェミニスト的視点を持つ社会学者たちは厳しく批判され、情報提供者の話は攻撃され、疑いの目で見られると述べている。フェミニスト社会学者の新宗教研究を批判する学者たちは、集団自殺と集団殺人に焦点を当て、新宗教における暴力的・虐待的な問題は例外的なものだと主張しており、新宗教における激しい制裁や性的虐待はめったに真剣に扱われることはなく、重視されていない。ジャネット・ジェイコブスは、社会学研究における宗教的暴力の様々な側面、特にジェンダーに基づく虐待に関する議論の欠如は、女性と少女が危険にさらされやすいという虐待パターンの観点から特に憂慮すべきだと苦言を呈している。

## 神道系

### 教派神道系

#### 純教祖系
- 黒住教
- 金光教

#### 山岳信仰系
- 丸山教
- 御嶽教
- 実行教
- 扶桑教

#### 禊系
- 禊教
- 神習教

#### 儒教系
- 神道修成派

#### 復古神道系
- 神道大教
- 出雲大社教
- 神理教

### 大本系
- 大本（大本教）
- 三五教（あなないきょう）
- 神道天行居
- 生長の家系
  - 生長の家
  - 白光真宏会
- 世界救世教系
  - 世界救世教
  - 神慈秀明会
- 真光系
  - 崇教真光
  - 世界真光文明教団

### 天理教系
- 天理教[注釈 1]
  - ほんみち
  - ほんぶしん
  - 世界心道教
  - 八楽会教団
  - 天理三輪講
    - 神一条教

  - 朝日神社（井出国子）

### その他神道系
- 宇宙神教光明神
- 松緑神道大和山
- 霊波之光
- ワールドメイト
- 紀元会（大和神社）
- 皇祖皇太神宮天津教[注釈 2]
- 真の道
- 璽宇
- 神国教
- 神霊教
- 荒薙教
- 玉光神社
- 顕幽神社
- 天照皇大神宮教

## 仏教系

### 天台宗系
- 念法眞教
- 孝道教団[注釈 3]
- 鞍馬弘教

### 真言宗・密教系
- 真如苑[注釈 4]
- 辯天宗[注釈 5]
- 光明念佛身語聖宗[注釈 6]
- 中山身語正宗
  - 身言正宗[注釈 7]
- 一切宗[注釈 8]

### 浄土系

#### 浄土真宗系
- 浄土真宗華光会
- 浄土真宗親鸞会
- 仏眼宗
- 真宗長生派
- 門徒宗一味派

#### その他浄土系
- 念佛宗三寶山無量壽寺

### 禅系
- 如来宗
- 救世教
- 三宝教団

### 日蓮系

#### 日蓮宗系
- 本門佛立宗
- 日本山妙法寺大僧伽
- 国柱会
- 本化妙宗連盟
- 法師宗

- 霊友会
  - 霊法会
  - 立正佼成会
  - 佛所護念会教団
  - 妙智会教団
  - 妙道会教団
  - 大慧會教団
  - 正義会教団
  - 思親会
  - 希心会（分派）
  - 在家仏教こころの会
  - 日本敬神崇祖自修団
    - 普明会教団[注釈 9]

#### 日蓮正宗・富士門流系
- 創価学会
- 冨士大石寺顕正会
- 正信会
- 妙観講
- 日蓮誠宗
- 日蓮本宗
- 正理会（日本平和神軍）

### その他仏教系
- 阿含宗[注釈 10]
- オウム真理教（仏教、ヒンドゥー教、キリスト教などがミックスされている）
- 幸福の科学[注釈 11]
- 真言宗金剛院派[注釈 12]
- 新生佛教教団

### 海外仏教系
- 圓佛教[注釈 13]
- 日本テーラワーダ仏教協会[注釈 14]
- ホアハオ教[注釈 15]

## ヒンドゥー教系
- ブラフモ・サマージ
- アーリヤ・サマージ
- ラーマクリシュナ・ミッション
- オショー＝ラジニーシ運動
- クリシュナ意識国際協会[注釈 16]
- アイヤーヴァリ
- 超越瞑想
- ブラーマ・クマリス

## キリスト教系
- 世界平和統一家庭連合[注釈 17]
- エホバの証人[注釈 18]
- セブンスデー・アドベンチスト教会[注釈 19][30][31]
- 末日聖徒イエス・キリスト教会[注釈 20]
- キリスト教福音宣教会[注釈 21]
- 全能神
- 聖神中央教会
- 聖イエス会
- キリストの幕屋[注釈 22]
- イエス之御霊教会
- 道会[注釈 23]
- クリスチャン・サイエンス
- ニューソート
- 人民寺院
- 神の十戒復古運動
- ユニティ教会（英語版）
- ユニテリアン主義
- ユニテリアン・ユニヴァーサリズム

## イスラム教系
- バハイ教
- ネーション・オブ・イスラム[注釈 24]
- アフマディーヤ[注釈 25]

## 中華圏民間宗教系
- 天道総天壇

## 精神修養団体・心霊研究系
- 修養団捧誠会[注釈 26]
- ライフスペース
- 日本心霊科学協会
- 神智学協会

## 宇宙・異星人系
- サイエントロジー
- ヘブンズ・ゲート
- 宇宙真理学会
- ユナリウス科学アカデミー（英語版）

## パロディ
- 空飛ぶスパゲッティ・モンスター教[注釈 27]
- コピミズム伝道教会

## 諸教・その他
- パーフェクト リバティー教団[注釈 28]
  - 倫理研究所
  - 実践倫理宏正会
- 円応教
- 解脱会[注釈 29]
- 善隣教
- GLA[注釈 30]
- 偕和會
- サタン教会
- 大山ねずの命神示教会[注釈 31]
- 天祖光教
- 瑠璃教会[注釈 32]
- 法の華三法行[注釈 33]
- カオダイ教
- 日本平和神軍
- スブド
- 東学（韓国系）
- 大日本大道教（道教系）
- 太陽寺院
- 宝珠宗宝珠会（健康を守る会・泰道）
- ダンワールド
- ネオペイガニズム
  - ウィッカ
- シニリズム[注釈 34]